# 팀호완
팀호완(중국어: 添好運)은 홍콩의 딤섬 체인점이다. "세계에서 가장 저렴한 미쉐린 스타 레스토랑"으로 알려진 이 체인점은 이후 세계 여러 나라로 확장되어 현재 12개국에 프랜차이즈 지점을 보유하고 있다.

## 역사

### 홍콩
팀호완은 2009년 3월 막과이퓌(Mak Kwai-pui, 미슐랭 3스타 레스토랑 룽킹힌의 전 셰프)와 렁페이컹(Leung Fai-keung)이 설립하였으며, 첫 번째 지점은 웡곡의 정원 20명의 레스토랑이였다. 막은 "홍콩의 음식에 대한 세계화되고 있고, 광둥 요리는 점점 진가가 없어진다."라고 했으며 팀호완을 개점하여 본인이 하고 싶었던 "저렴한 가격에 살아있는 전통을 유지한다."고 주장했다. 팀호완은 "행운을 더하다"라는 뜻이다.
개점 1년 만에 웡곡의 오리지널 지점은 미쉐린 스타를 받았다.
웡곡의 오리지널 지점은 2013년에 올림피안시티로 이전되었으며 홍콩에 5개의 추가 지점이 있다.

### 국제
2017년 1월 뉴욕 매장이 공식적으로 오픈했다. 같은 해 7월 4일, 말레이시아의 두 지점이 손실을 감당하지 못했으며, 말레이시아 상장 레스토랑 회사인 데지안 리소스(Dejian Resources)의 자회사인 딤섬 딜라이트(Dim Sum Delight, DSD)가 문을 닫기로 결정했다. 막과이퓌는 문화적 차이와 관련이 있다고 추측하였다. 같은 해 8월, 캄보디아의 첫 지점이 프놈펜의 이온몰에 문을 열었다.
2018년 4월 8일, 팀호완은 일본 도쿄에 히비야 매장을 공식 오픈했다. 같은 달 26일 호놀룰루 로얄 하와이안 센터 지점이 공식적으로 문을 열었다.
2018년 월 13일 타이베이 쑹산 역점이 공식 오픈하였다. 같은 달 19일 타이베이 유니 백화점  지점은 임대 만료로 인해 문을 닫았다.
2019년 12월 19일, 대한민국 서울 삼성동에 매장을 열었다.

## 체인점
팀호완 그룹은 막과이퓌과 렁페이컹 (각각 50% 지분 보유)이 소유하고 있으며 그룹은 홍콩의 모든 지점을 소유하고 있다. 그룹은 또한 브랜드를 전 세계적으로 프랜차이즈하여 수수료를 징수한다. 이 프랜차이즈 지점의 모든 팀호완 수석 셰프는 경험이 풍부한 딤섬 셰프여야하며 홍콩에서 필수 4주 교육을 받아야 한다.
아시아 및 태평양 프랜차이즈 권리는 팀호완 프라이빗 리미티드가 보유하며 팀호완 그룹이 직접 관리하는 홍콩과 일본 지점을 제외한 9개의 아시아 및 태평양 시장의 39개 지점을 포함한다. 마스터 프랜차이즈 권리는 2018년에 약 3300만 달러에 졸리비가 인수하였다.
유럽, 미국, 일본의 프랜차이즈 권한은 일본 레스토랑 그룹 WDI 그룹이 보유한다. 현재 2개의 지점을 운영하고 있으며 1개는 도쿄에 있으며, 1개는 뉴욕에 있다.

## 갤러리

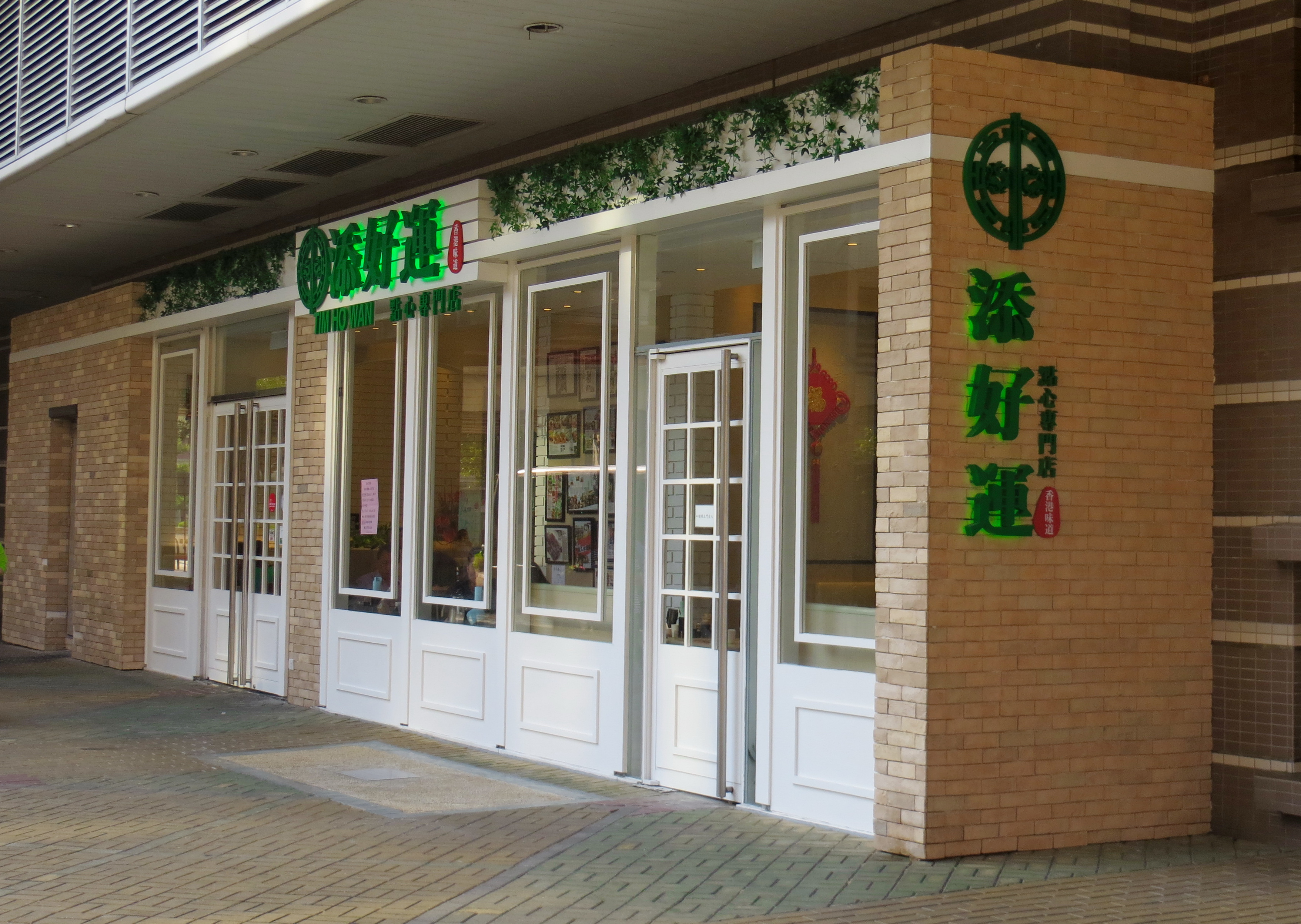
홍콩의 올림피안시티 지점
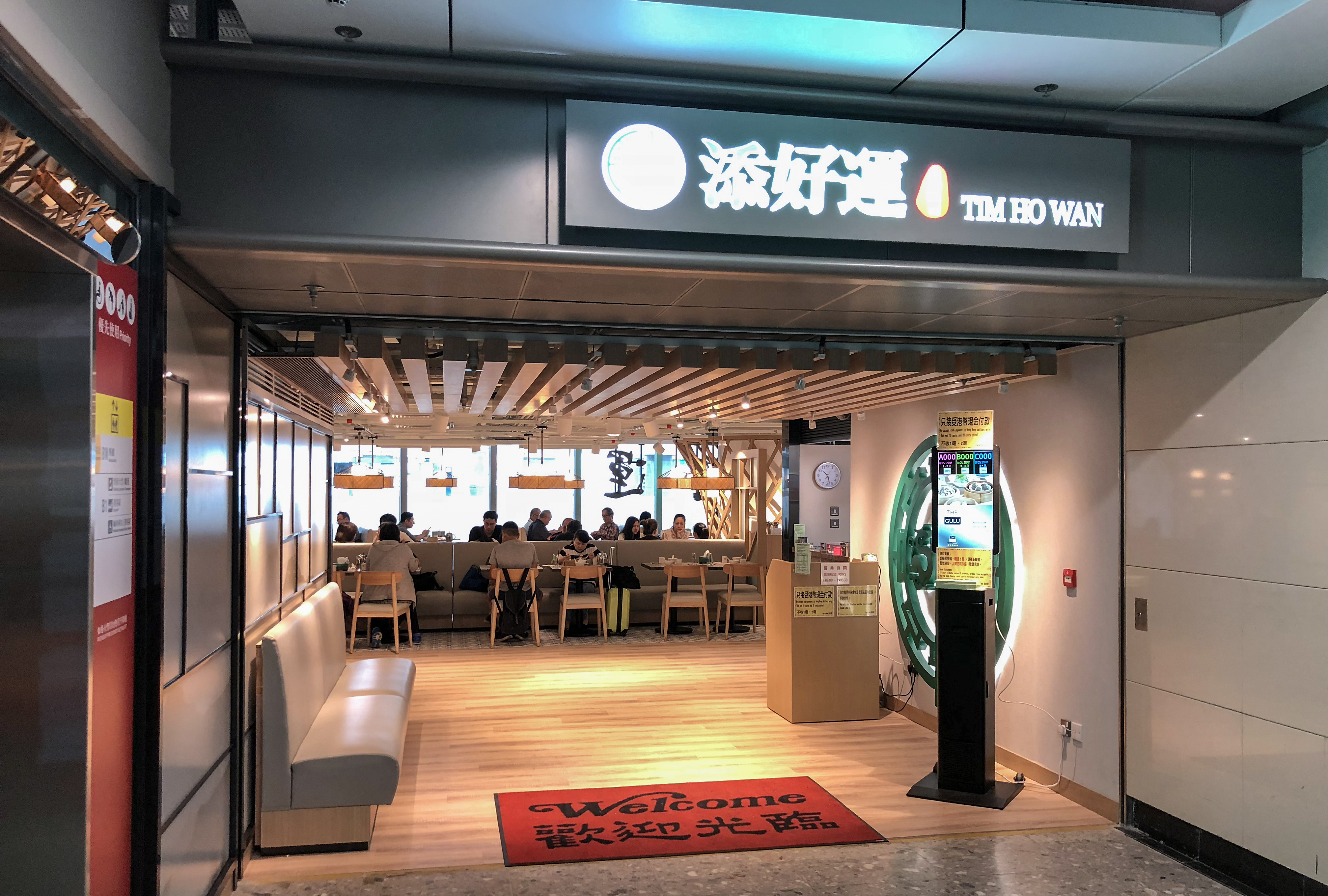
홍콩의 홍콩 사이가우룽역 지점
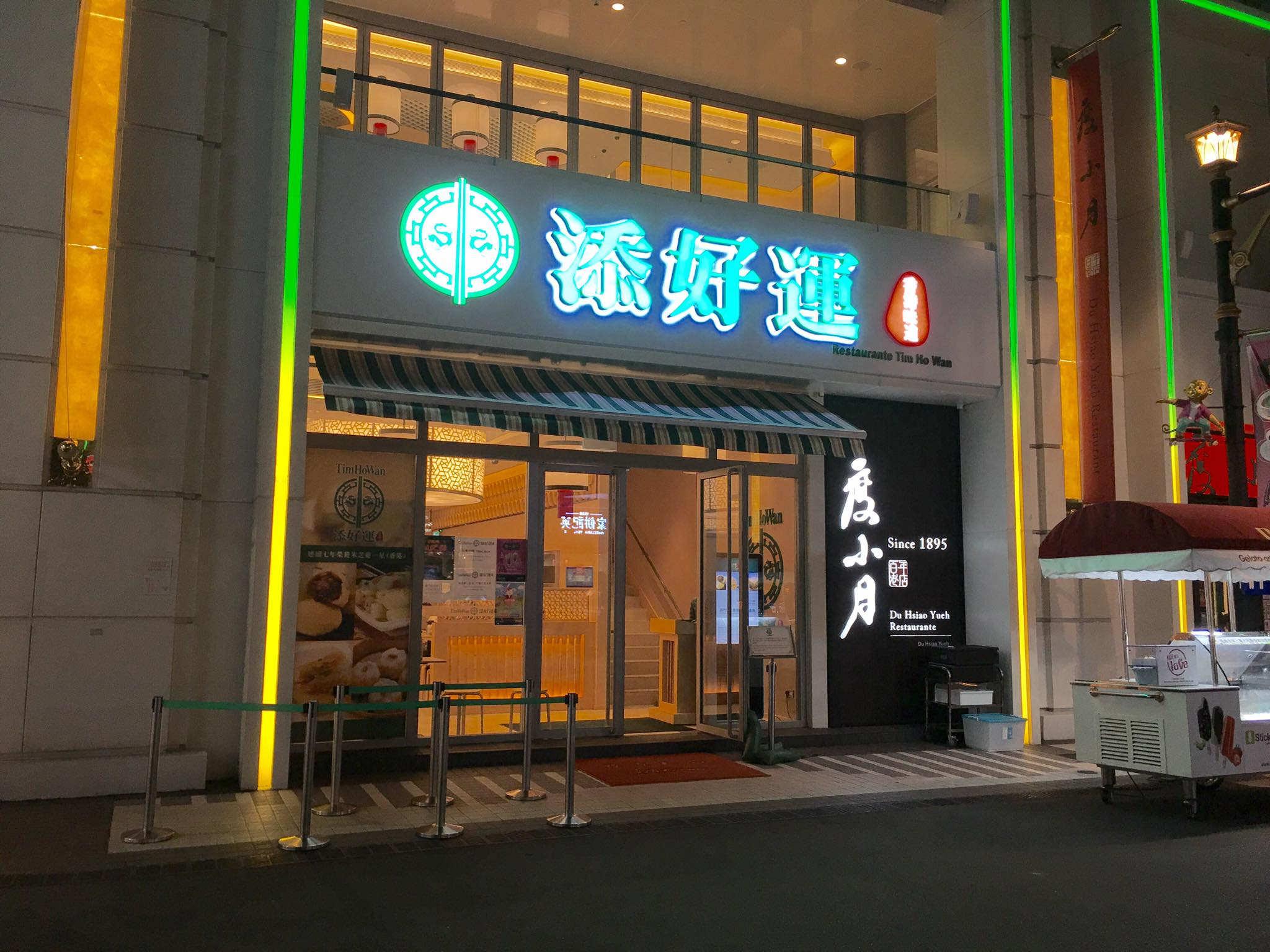
마카오의 마카오 브로드웨이 지점
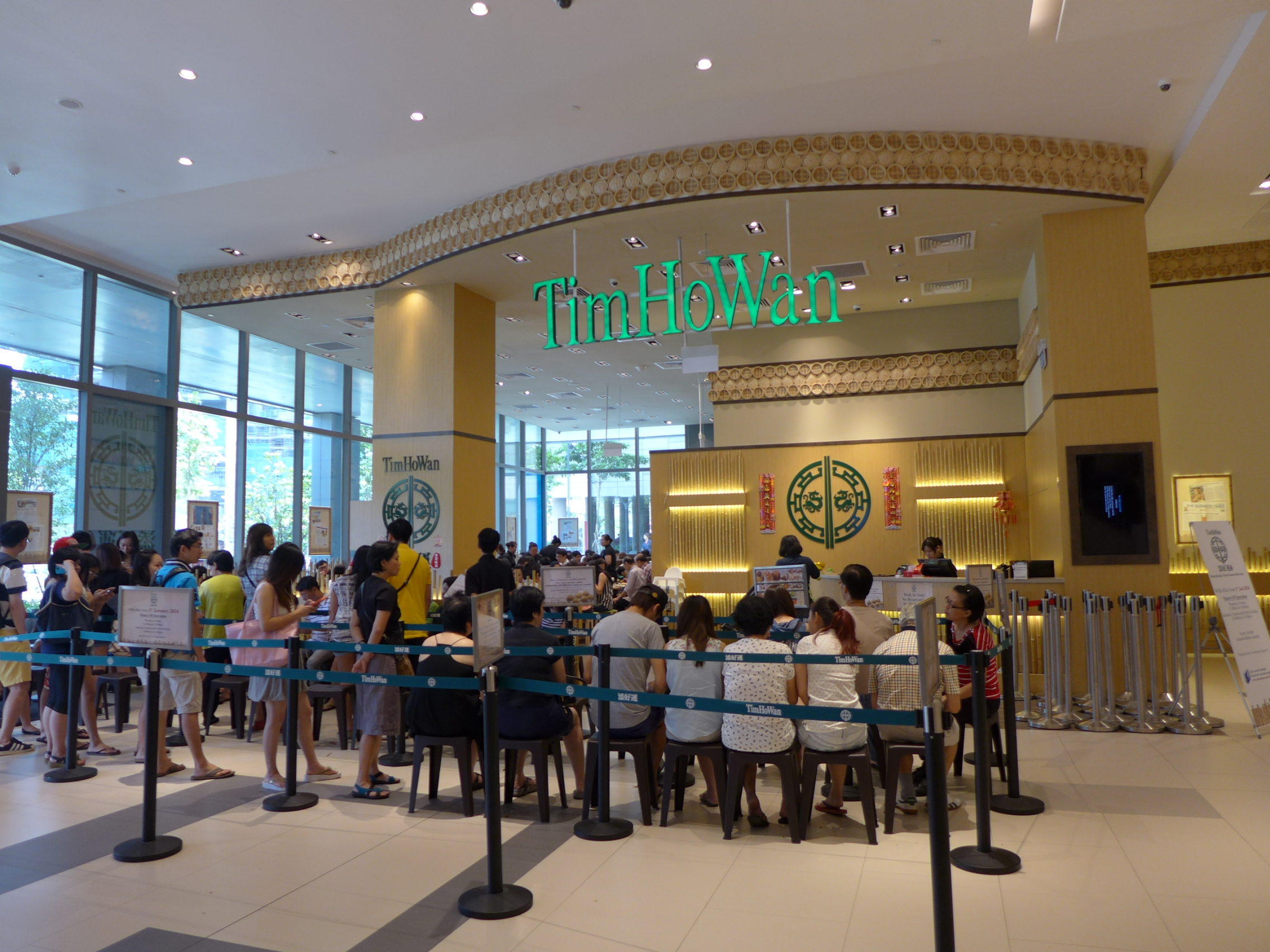
싱가포르의 웨스트게이트 지점
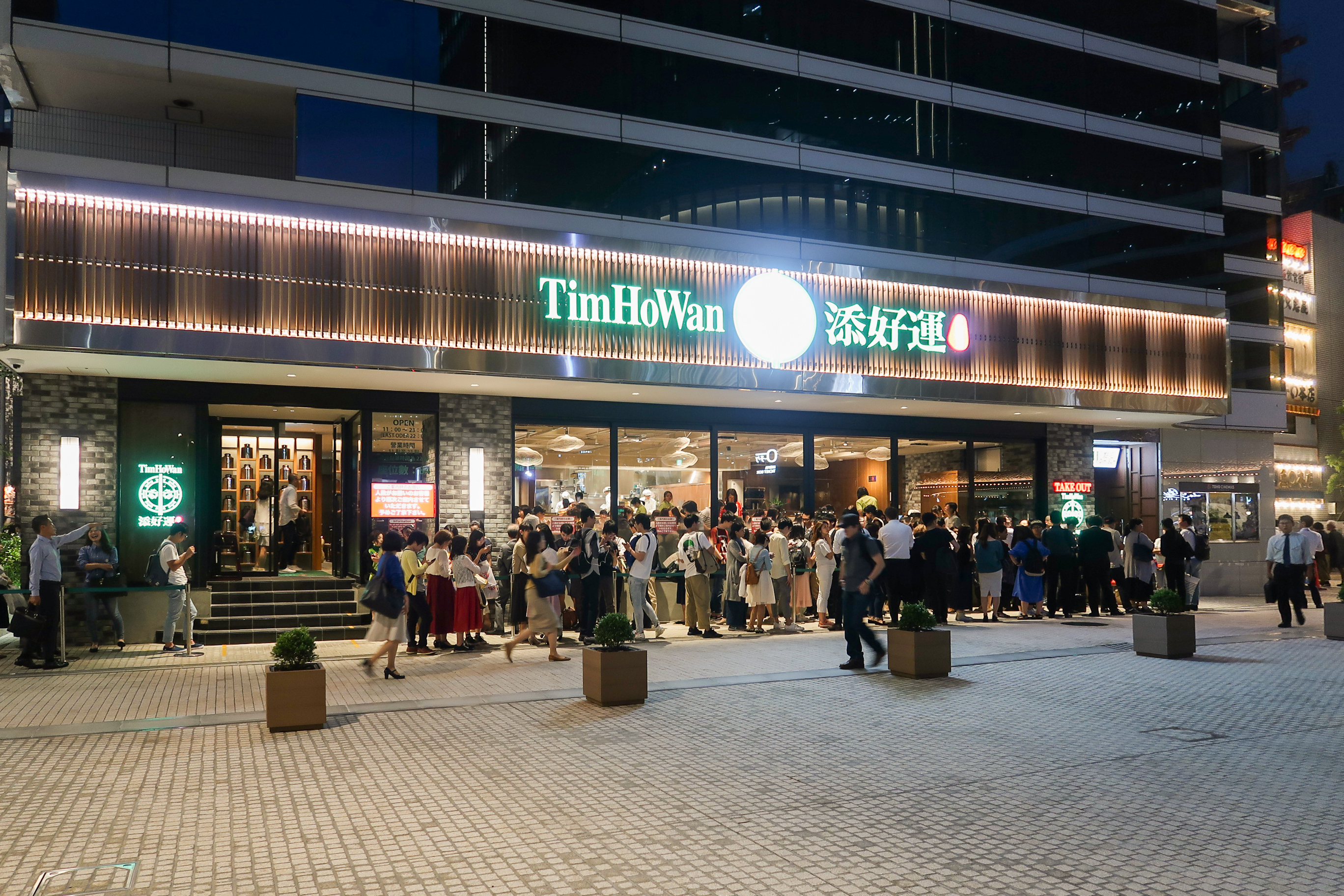
일본의 히비야 지점
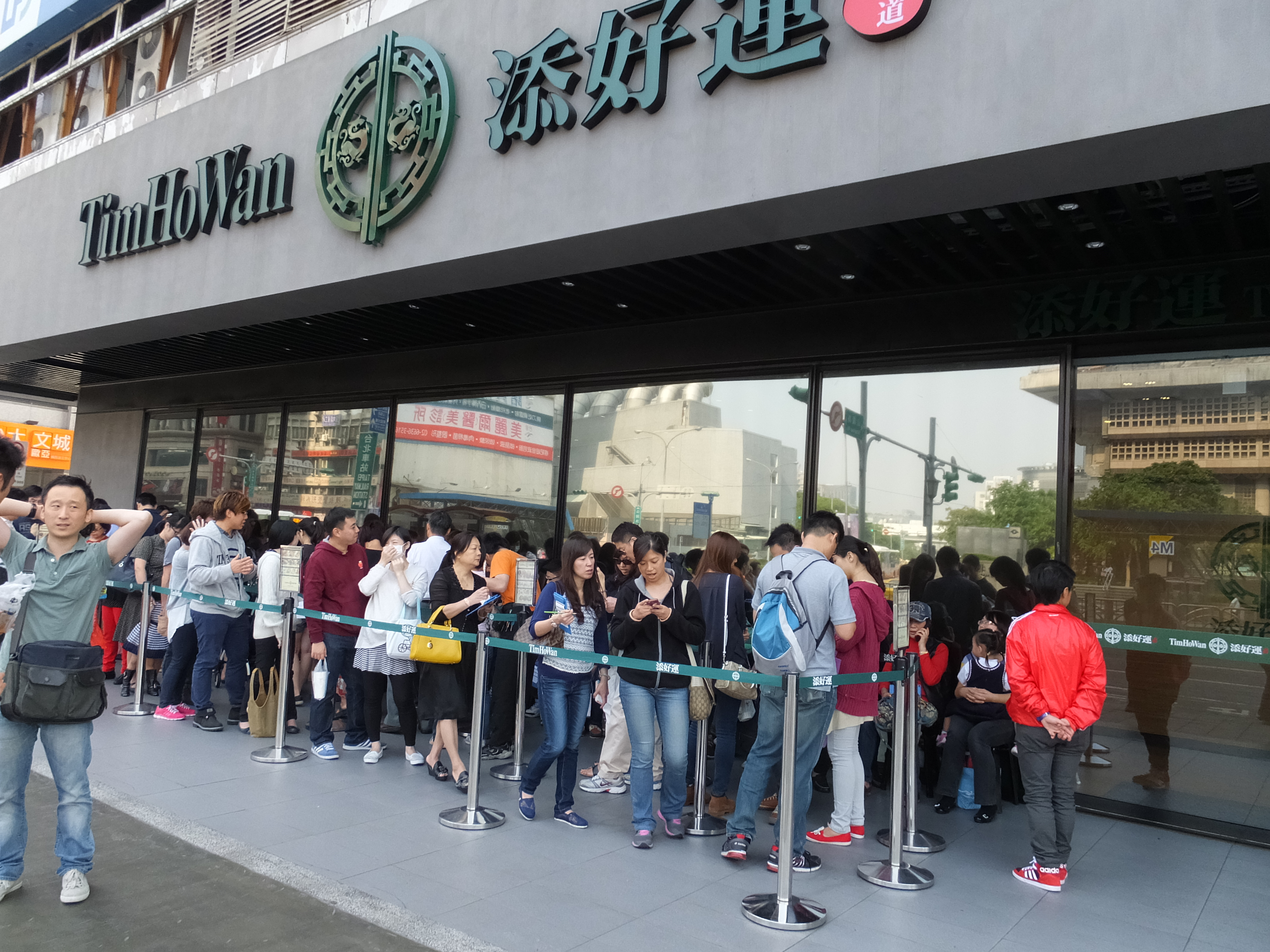
타이완의 타이베이 호이베이처잔 지점